# Machos
Machos je chilská telenovela produkovaná a vysílaná stanicí Canal 13 v roce 2003. V hlavních rolích hráli Héctor Noguera, Cristián Campos, Rodrigo Bastidas, Felipe Braun, Jorge Zabaleta, Gonzalo Valenzuela, Diego Muñoz a Pablo Díaz.

## Obsazení
| Héctor Noguera     | Ángel Mercader   |
| Cristián Campos    | Alonso Mercader  |
| Rodrigo Bastidas   | Armando Mercader |
| Felipe Braun       | Ariel Mercader   |
| Jorge Zabaleta     | Álex Mercader    |
| Gonzalo Valenzuela | Adán Mercader    |
| Diego Muñoz        | Amaro Mercader   |
| Pablo Díaz         | Antonio Mercader |